# Washingtoni Egyetem Ápolóképző Intézet
A Washingtoni Egyetem Ápolóképző Intézete az intézmény seattle-i, bothelli és tacomai campusain kínál kurzusokat. Az 1945-ben alapított iskola dékánja Azita Emami.
Az egyetem első ápolóképző kurzusát 1918 nyarán indította Henry Suzzallo rektor. Elizabeth Sterling Soule 1922-ben megalapította az Ápolóképző Tanszéket, amely 1945-től független szervezeti egységként működik. Az új iskola első dékánja 1950-es nyugdíjba vonulásáig Soule volt.
A US News & World Report 2011-es rangsorában az iskola a Johns Hopkins Egyetemmel és a Pennsylvaniai Egyetemmel holtversenyben az első helyen állt; 2021-ben a harmadik helyen állt. 2011-ben a The Seattle Times jelentése szerint az intézetben jelentős a szervezeti egységek közötti versengés, amely részben a forrásmegvonásokra vezethető vissza. Marla Salmon dékán 2011 májusában lemondott, utódja a Seattle-i Egyetemről érkező Azita Emami.

## Fordítás
- Ez a szócikk részben vagy egészben a  University of Washington School of Nursing című  Wikipédia-szócikk ezen változatának fordításán alapul.  Az eredeti cikk szerkesztőit annak laptörténete sorolja fel. Ez a jelzés csupán a megfogalmazás eredetét és a szerzői jogokat jelzi, nem szolgál a cikkben szereplő információk forrásmegjelöléseként.